# Észak-Korea nukleáris programja
Észak-Korea katonai célú nukleáris fegyverprogrammal rendelkezik, és a becslések szerint 2024-ben körülbelül 50 nukleáris fegyverből álló arzenállal büszkélkedhet, valamint évente hat-hét nukleáris fegyverhez elegendő hasadóanyagot képes előállítani. Az ország folyamatosan fejleszti nukleáris technológiáját, ami komoly aggodalmat kelt a nemzetközi közösség számára. Észak-Korea jelentős mennyiségű vegyi és biológiai fegyvert is felhalmozott, amelyek tovább növelik az ország katonai fenyegetésének mértékét. Az ország 2003-ban kilépett a Nukleáris fegyverek elterjedésének megakadályozásáról szóló szerződésből, és 2006 óta hat nukleáris kísérletet hajtott végre. Ezek a kísérletek egyre nagyobb szakértelemmel zajlottak, ami nemzetközi szankciókhoz vezetett, és Észak-Koreát a világ egyik legelszigeteltebb országává tette.

## Történelem
Észak-Korea már az 1950-es évektől kezdve érdeklődést mutatott az atomfegyverek kifejlesztése iránt. A nukleáris program kezdetei 1962-re vezethetők vissza, amikor az ország elkötelezte magát az úgynevezett "teljes erődítés" iránt, ami a mai hipermilitarizált Észak-Korea kezdetét jelentette. Az 1960-as évek végén a Szovjetunió segítette Észak-Koreát egy békés célú atomenergiaprogram kialakításában, beleértve a nukleáris tudósok képzését és a kutatási infrastruktúra fejlesztését, de elutasította, hogy támogassa az atomfegyver fejlesztését. Kína is hasonlóan járt el, elutasítva Észak-Korea atomfegyverek kifejlesztésére irányuló segítségkérését, ami arra késztette Észak-Koreát, hogy önállóan folytassa a kutatásokat.
Az 1980-as évektől Észak-Korea fokozta nukleáris tevékenységét, urángyártó- és átalakító létesítményeket kezdett működtetni, valamint nagy erejű robbanószerkezetek detonációs kísérleteit végezte. 1985-ben Észak-Korea ratifikálta az atomsorompó-szerződést, de csak 1992-ben csatolta a Nemzetközi Atomenergia-ügynökséggel (NAÜ) megkötött szükséges biztosítéki megállapodást. 1993-ban az ENSZ Biztonsági Tanácsa és a NAÜ vizsgálatokat indított az észak-koreai atomprogrammal kapcsolatban, melyek során Észak-Korea kijelentette, hogy kilép az atomsorompó-szerződésből, bár a döntést végül felfüggesztette. Az 1994-es amerikai-északi megállapodás alapján Észak-Korea beleegyezett a plutóniumprogramok befagyasztásába cserébe két könnyűvizes reaktor szállításáért és gazdasági segítségért. Ez a megállapodás azonban hamar kudarcba fulladt a kölcsönös bizalmatlanság és az amerikai szankciók következtében.

## Nukleáris fegyverek fejlesztése

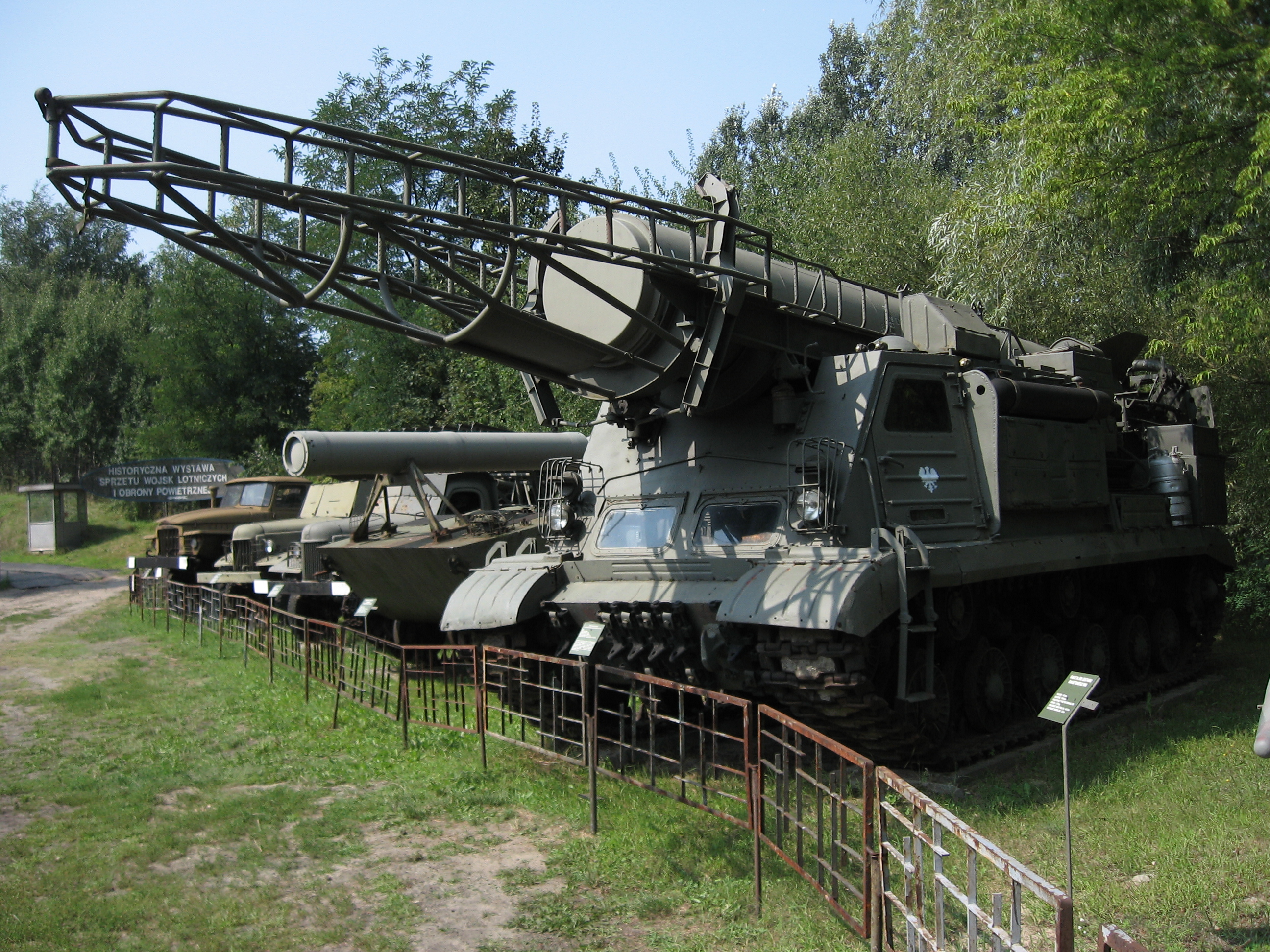
Egy ballisztikus rakétavető (Nukleáris robbanófejeket is képes szállítani).

Az első sikeres észak-koreai nukleáris kísérletre 2006. október 9-én került sor. A teszt robbanása egy kilotonnánál kisebb teljesítményű volt, és némi radioaktív kibocsátást észleltek. Az azóta eltelt években Észak-Korea még további nukleáris kísérleteket hajtott végre, köztük 2013-ban és 2016-ban. Ezek során egyre fejlettebb technológiát alkalmaztak, és egyértelműen megnövelték a robbanófejeik teljesítményét, amelyek már jelentős veszélyt jelentenek a térség országaira és a globális biztonságra is. A 2013-as kísérlet során Észak-Korea bizonyította képességét egy nagyobb erejű nukleáris fegyver előállítására, amely a nemzetközi közösség számára egyértelmű jele volt annak, hogy az ország komoly előrelépést tett a fegyverkezési versenyben.
2017-ben az ország hidrogénbomba tesztet jelentett be, amelyet sikeresnek nyilvánítottak. A hidrogénbomba kifejlesztése, amely sokkal pusztítóbb erejű, mint a hagyományos atombomba, ezért komoly aggodalmat keltett a világ vezetői körében. A tesztet követően Észak-Korea azt állította, hogy képes egy ilyen fegyvert ballisztikus rakétára szerelni, ami drámai módon növeli az ország támadó képességeit. A nukleáris tevékenységek folytatása és az ICBM (interkontinentális ballisztikus rakéta) tesztek elvégzése nagy nemzetközi felháborodást váltott ki, és további szankciókhoz vezetett, amelyeket az ENSZ Biztonsági Tanácsa szavazott meg. 2019-ben Észak-Korea ismételten ballisztikus rakétateszteket hajtott végre, demonstrálva az ország nukleáris fegyverek hordozására alkalmas rakétatechnológiájának fejlődését.

## Nemzetközi reakciók
Az ENSZ Biztonsági Tanácsa több szankciót is bevezetett Észak-Koreával szemben a nukleáris tesztek és a nukleáris fegyverkezési program folytatása miatt. Az Egyesült Államok és szövetségesei diplomáciai tárgyalások útján próbálták korlátozni Észak-Korea nukleáris fejlesztéseit, de ezek többnyire sikertelennek bizonyultak. A hatoldalú tárgyalások, amelyekben részt vett Észak-Korea, Dél-Korea, Kína, Oroszország, Japán és az Egyesült Államok, szintén nem vezettek tartós eredményre, mivel Észak-Korea többször megszegte a megállapodásokat.
2018-ban közelítés történt, amikor Észak-Korea megállapodott bizonyos nukleáris létesítmények leszerelésében gazdasági kedvezményekért cserébe. A két Korea közötti kapcsolat egy rövid időre javulni látszott, és Kim Dzsongun (김정은), Észak-Korea vezetője, valamint Donald Trump, az Egyesült Államok elnöke történelmi találkozókat tartottak, amelyek célja Észak-Korea nukleáris leszerelése volt. Ezek az erőfeszítések azonban hamar zsákutcába jutottak, mivel Észak-Korea követelései és az amerikai reakciók közötti eltérések nem tették lehetővé a tartós megállapodást. A tárgyalások során Észak-Korea vállalta néhány létesítmény bezárását, de a teljes nukleáris leszerelésre nem került sor, és azóta az ország újra aktiválta több nukleáris létesítményét.

## Vegyi és biológiai fegyverek
A nukleáris fegyverek mellett Észak-Korea vegyi és biológiai fegyverekkel is rendelkezik. Becslések szerint az ország 2500-5000 tonna vegyi fegyvert halmozott fel, köztük mustárgázt, szarint és más idegmérgeket. Észak-Korea már az 1960-as évek óta fejleszti vegyi és biológiai fegyvereit, melyek jelenléte további aggodalmakat okoz a nemzetközi közösség számára. A vegyi fegyverek közé tartozik a mustárgáz és az idegmérgek, mint a VX és a szarin, amelyek mind nagy mennyiségben vannak jelen az ország arzenáljában. Ezen fegyverek fejlesztése és felhalmozása része Észak-Korea stratégiájának, amely arra irányul, hogy fenntartsa katonai fölényét a térségben és elrettentse az esetleges külső beavatkozásokat.
Észak-Korea biológiai fegyverek kifejlesztésére is törekedett, beleértve a lépfene és más potenciálisan halálos betegségek előállítását, amelyeket fegyverként lehet alkalmazni. Bár a biológiai fegyverek alkalmazásáról szóló jelentések kevésbé gyakoriak, a nemzetközi közösség továbbra is aggódik a potenciális veszélyek miatt, különösen a vegyi és biológiai anyagok terroristák kezébe kerülésének lehetősége miatt.

## Szállítási rendszerek
Észak-Korea különféle ballisztikus rakétákat fejlesztett, amelyek képesek nukleáris robbanófejek hordozására. Ezek a rakéták képesek elérni Dél-Koreát, Japánt, és az Egyesült Államok egyes területeit is. Az interkontinentális ballisztikus rakéták (ICBM) fejlesztése, mint a Hvaszong–15 (화성 15호) és a Hvaszong–17 (화성 15호) különös figyelmet érdemel, mivel ezek jelentősen bővítik Észak-Korea fenyegetési képességét. A Hwasong-15-öt 2017 novemberében tesztelték sikeresen, és becslések szerint képes elérni az Egyesült Államok kontinentális területét, ami drámai módon megváltoztatja az országok közötti hatalmi egyensúlyt.
Emellett Észak-Korea a rövid és közepes hatótávolságú rakéták fejlesztésére is nagy hangsúlyt fektetett, mint például a Nodong (노동) és a Muszudan (무수단) rakéták, amelyek a térség országait, különösen Dél-Koreát és Japánt fenyegetik. A rakétatechnológia fejlesztése része Észak-Korea azon törekvésének, hogy elérje a stratégiai önellátást és csökkentse a külföldi technológiai függőséget. A rakétákhoz kapcsolódó technológia egy része feltételezhetően más országokkal való együttműködés vagy illegális beszerzések révén került az országba, ami szintén hozzájárult a nemzetközi közösség aggodalmához.
Észak-Korea tengeralattjáróról indítható ballisztikus rakétákat (SLBM) is fejleszt, ami tovább növeli az ország támadási lehetőségeit és megnehezíti a rakéták indításának észlelését. A tengeralattjáróról indítható rakéták fejlesztése azt a célt szolgálja, hogy az ország képes legyen egy "második csapás" mérésére, ami azt jelenti, hogy még egy nukleáris támadás esetén is képes legyen válaszcsapást végrehajtani. Ez a képesség jelentősen növeli Észak-Korea stratégiai elrettentő erejét, és további kihívást jelent a nemzetközi közösség számára.

## Nukleáris kísérletek
1. 2006. október 9.: Az első nukleáris kísérlet, amely során egy kilotonnánál kisebb teljesítményű robbanást hajtottak végre. Némi radioaktív kibocsátást észleltek.
2. 2009. május 25.: Második földalatti nukleáris kísérlet, amelynek eredménye 2-7 kilotonna közötti robbanás volt.
3. 2013. február 12.: Harmadik nukleáris kísérlet, amely során egy nagyobb erejű nukleáris eszközt robbantottak fel. A becsült hozam 6-9 kilotonna volt.
4. 2016. január 6.: Negyedik nukleáris kísérlet, amely során Észak-Korea azt állította, hogy hidrogénbombát robbantottak fel, de a hozam nem érte el a várt mértéket.
5. 2016. szeptember 9.: Ötödik nukleáris kísérlet, amely során 10-20 kilotonnás robbanást hajtottak végre, amely a legnagyobb teljesítményű teszt volt addig.
6. 2017. szeptember 3.: Hatodik nukleáris kísérlet, amely során Észak-Korea hidrogénbomba tesztet jelentett be. A becsült hozam 100-250 kilotonna volt.